# Sanborn (Minnesota)
Sanborn – miasto w Stanach Zjednoczonych, w stanie Minnesota, w hrabstwie Redwood.